# بزمينان (بالا خيابان ليتكوة)
بزمینان (بالفارسية: بزمینان ، یکی از روستا های بسیار زیبا و در 6 کیلومتری جنوب شهر آمل واقع گردیده است) هي قرية تقع في إيران في قسم بالا خیابان لیتکوة الريفي. يقدر عدد سكانها بـ 1,012 نسمة .